# Acrocorisellus serraticollis
Acrocorisellus serraticollis (лат.)— вид полужесткокрылых (подотряда клопов) из семейства настоящих щитников, трибы Pentatomini. Единственный вид рода Acrocorisellus.

## Описание
Углы переднеспинки отогнутые назад и вверх. Верх тела с металлически-зелёным блеском.

## Распространение
Встречается в Китае, Корее и на юге Дальнего Востока.